# 章臣桂
章臣桂（1934年8月—），女，江苏江阴人，中国中药制剂专家，津药达仁堂集团股份有限公司首席技术专家。曾任药典委员会委员，中国药学会理事。速效救心丸发明者。